# Gran Premio del Pacífico de Motociclismo de 2000

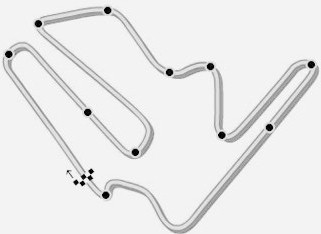
Mapa del circuito de Motegi en 2007.

El Gran Premio del Pacífico de Motociclismo de 2000 fue la decimoquinta prueba del Campeonato del Mundo de Motociclismo de 2000. Tuvo lugar en el fin de semana del 13 al 15 de octubre de 2000 en el circuito Twin Ring Motegi, situado en la prefectura de Tochigi, Japón. La carrera de 500cc fue ganada por Kenny Roberts, Jr., seguido de Valentino Rossi y Max Biaggi. Daijiro Kato ganó la prueba de 250cc, por delante de Shinya Nakano y Marco Melandri. La carrera de 125cc fue ganada por Roberto Locatelli, Emilio Alzamora fue segundo y Simone Sanna tercero.

## Resultados 500cc
| Pos. | N.º | Piloto              | Constructor | Vueltas | Tiempo/Retirado | Grilla | Puntos |
| ---- | --- | ------------------- | ----------- | ------- | --------------- | ------ | ------ |
| 1    | 2   | Kenny Roberts, Jr.  | Suzuki      | 25      | 46:23.327       | 2      | 25     |
| 2    | 46  | Valentino Rossi     | Honda       | 25      | +6.175          | 5      | 20     |
| 3    | 4   | Max Biaggi          | Yamaha      | 25      | +6.360          | 1      | 16     |
| 4    | 7   | Carlos Checa        | Yamaha      | 25      | +19.727         | 7      | 13     |
| 5    | 6   | Norick Abe          | Yamaha      | 25      | +21.994         | 6      | 11     |
| 6    | 1   | Àlex Crivillé       | Honda       | 25      | +22.237         | 9      | 10     |
| 7    | 10  | Alex Barros         | Honda       | 25      | +23.963         | 4      | 9      |
| 8    | 65  | Loris Capirossi     | Honda       | 25      | +26.051         | 3      | 8      |
| 9    | 9   | Nobuatsu Aoki       | Suzuki      | 25      | +26.388         | 10     | 7      |
| 10   | 8   | Tadayuki Okada      | Honda       | 25      | +32.508         | 9      | 6      |
| 11   | 55  | Régis Laconi        | Yamaha      | 25      | +36.078         | 13     | 5      |
| 12   | 5   | Sete Gibernau       | Honda       | 25      | +37.760         | 11     | 4      |
| 13   | 31  | Tetsuya Harada      | Aprilia     | 25      | +38.014         | 16     | 3      |
| 14   | 99  | Jeremy McWilliams   | Aprilia     | 25      | +55.675         | 14     | 2      |
| 15   | 17  | Jurgen vd Goorbergh | TSR-Honda   | 25      | +1:06.664       | 15     | 1      |
| 16   | 56  | Tekkyu Kayoh        | Honda       | 25      | +1:28.554       | 17     |        |
| 17   | 33  | David Tomás         | Honda       | 24      | +1 Vuelta       | 19     |        |
| 18   | 15  | Yoshiteru Konishi   | TSR-Honda   | 24      | +1 Vuelta       | 20     |        |
| Ret  | 24  | Garry McCoy         | Yamaha      | 17      | Retirado        | 8      |        |
| DNS  | 68  | Mark Willis         | Modenas     | 0       | No empezó       | 18     |        |
| DNQ  | 36  | Stephen Briggs      | BSL         |         | No calificó     |        |        |
| DNQ  | 25  | José Luis Cardoso   | Honda       |         | No calificó     |        |        |

- Pole Position: Max Biaggi, 1:49.954
- Vuelta Rápida: Valentino Rossi, 1:50.591

## Resultados 250cc
| Pos. | Piloto              | Constructor | Tiempo/Retirado | Puntos |
| ---- | ------------------- | ----------- | --------------- | ------ |
| 1    | Daijiro Kato        | Honda       | 43:26.394       | 25     |
| 2    | Shinya Nakano       | Yamaha      | +0.707          | 20     |
| 3    | Marco Melandri      | Aprilia     | +19.677         | 16     |
| 4    | Olivier Jacque      | Yamaha      | +24.260         | 13     |
| 5    | Tohru Ukawa         | Honda       | +28.673         | 11     |
| 6    | Anthony West        | Honda       | +49.317         | 10     |
| 7    | Ralf Waldmann       | Aprilia     | +50.661         | 9      |
| 8    | Hiroshi Aoyama      | Honda       | +1:06.700       | 8      |
| 9    | Jason Vincent       | Aprilia     | +1:08.330       | 7      |
| 10   | Yasumasa Hatakeyama | Honda       | +1:14.158       | 6      |
| 11   | Shahrol Yuzy        | Yamaha      | +1:20.838       | 5      |
| 12   | Alex Debón          | Aprilia     | +1:20.946       | 4      |
| 13   | Luca Boscoscuro     | Aprilia     | +1:22.838       | 3      |
| 14   | Fonsi Nieto         | Yamaha      | +1:22.817       | 2      |
| 15   | David Checa         | TSR-Honda   | +1:22.942       | 1      |
| 16   | Naoki Matsudo       | Yamaha      | +1:37.060       |        |
| 17   | Yoshinori Korogi    | Honda       | +1:46.753       |        |
| 18   | Sebastien Gimbert   | TSR-Honda   | +1:47.920       |        |
| 19   | Johann Stigefelt    | TSR-Honda   | +1:48.952       |        |
| Ret  | Julien Allemand     | Yamaha      | Retirado        |        |
| Ret  | Roberto Rolfo       | Aprilia     | Retirado        |        |
| Ret  | Shinichi Nakatomi   | Honda       | Retirado        |        |
| Ret  | Jamie Robinson      | Aprilia     | Retirado        |        |
| Ret  | Franco Battaini     | Aprilia     | Retirado        |        |
| Ret  | Vincent Philippe    | TSR-Honda   | Retirado        |        |
| Ret  | Klaus Nohles        | Aprilia     | Retirado        |        |
| Ret  | Jarno Janssen       | TSR-Honda   | Retirado        |        |
| Ret  | Lucas Oliver Bulto  | Yamaha      | Retirado        |        |
| Ret  | Sebastian Porto     | Yamaha      | Retirado        |        |
| Ret  | Osamu Miyazaki      | Yamaha      | Retirado        |        |

- Pole Position: Daijiro Kato, 1:52.574
- Vuelta Rápida: Shinya Nakano, 1:52.253

## Resultados 125cc
| Pos. | N.º | Piloto             | Constructor | Vueltas | Tiempo/Retirado | Grilla | Puntos |
| ---- | --- | ------------------ | ----------- | ------- | --------------- | ------ | ------ |
| 1    | 4   | Roberto Locatelli  | Aprilia     | 21      | 41:55.152       | 1      | 25     |
| 2    | 1   | Emilio Alzamora    | Honda       | 21      | +13.790         | 5      | 20     |
| 3    | 16  | Simone Sanna       | Aprilia     | 21      | +16.429         | 12     | 16     |
| 4    | 3   | Masao Azuma        | Honda       | 21      | +21.734         | 4      | 13     |
| 5    | 26  | Ivan Goi           | Honda       | 21      | +28.060         | 8      | 11     |
| 6    | 15  | Alex De Angelis    | Honda       | 21      | +28.277         | 10     | 10     |
| 7    | 5   | Noboru Ueda        | Honda       | 21      | +28.322         | 7      | 9      |
| 8    | 21  | Arnaud Vincent     | Aprilia     | 21      | +29.155         | 6      | 8      |
| 9    | 22  | Pablo Nieto        | Derbi       | 21      | +29.521         | 19     | 7      |
| 10   | 29  | Ángel Nieto Jr     | Honda       | 21      | +33.499         | 11     | 6      |
| 11   | 54  | Manuel Poggiali    | Derbi       | 21      | +38.889         | 13     | 5      |
| 12   | 18  | Toni Elías         | Honda       | 21      | +39.828         | 22     | 4      |
| 13   | 17  | Steve Jenkner      | Honda       | 21      | +39.983         | 15     | 3      |
| 14   | 23  | Gino Borsoi        | Aprilia     | 21      | +40.151         | 21     | 2      |
| 15   | 56  | Yuzo Fujioka       | NER Honda   | 21      | +55.189         | 14     | 1      |
| 16   | 96  | Tomoyoshi Koyama   | Yamaha      | 21      | +55.212         | 23     |        |
| 17   | 8   | Gianluigi Scalvini | Aprilia     | 21      | +1:09.288       | 16     |        |
| 18   | 11  | Max Sabbatani      | Honda       | 21      | +1:11.898       | 26     |        |
| 19   | 51  | Marco Petrini      | Aprilia     | 21      | +1:11.980       | 25     |        |
| 20   | 98  | Masafumi Ono       | Honda       | 21      | +1:12.325       | 20     |        |
| 21   | 35  | Reinhard Stolz     | Honda       | 21      | +1:38.513       | 28     |        |
| 22   | 67  | Marco Tresoldi     | Italjet     | 21      | +1:52.521       | 31     |        |
| Ret  | 97  | Naoki Katoh        | Honda       | 17      |                 | 17     |        |
| Ret  | 41  | Youichi Ui         | Derbi       | 13      |                 | 3      |        |
| Ret  | 12  | Randy de Puniet    | Aprilia     | 11      |                 | 24     |        |
| Ret  | 24  | Leon Haslam        | Italjet     | 10      |                 | 30     |        |
| Ret  | 34  | Eric Bataille      | Honda       | 1       |                 | 27     |        |
| Ret  | 95  | Nobuyuki Yunoki    | Honda       | 0       |                 | 9      |        |
| DSQ  | 9   | Lucio Cecchinello  | Honda       |         | Descalificado   | 2      |        |

- Pole Position: Roberto Locatelli, 1:58.831
- Vuelta Rápida: Roberto Locatelli, 1:58.816